# Gircourt-lès-Viéville
Gircourt-lès-Viéville è un comune francese di 176 abitanti situato nel dipartimento dei Vosgi nella regione del Grand Est.

## Società

### Evoluzione demografica
Abitanti censiti